# Sleipnir (музичний гурт)
Sleipnir — назва німецького музичного гурту, що грає музику у стилі RAC, та заразом псевдонім лідера того ж гурту — Марко Барч.

## Назва
Назва гурту походить від імені створіння в германо-скандинавській міфології, Слейпніра. Слейпнір (давньосканд. «той, що ширяє» або «жвавий, моторний, спритний») — восьминогий кінь бога Одіна, що був породжений Локі.

## Історія
Вокаліст і фронтмен гурту з міста Гюстерсло на заході Німеччини виступає на RAC сцені ще 1988 року. З 1991 року виступав під всевдонімом Слейпнір, який потім стане використовуватися як назва майбутнього гурту. Близько 1998 року Марко Барч разом з двома іншими особами заснували музичний гурт.
Гурт добре відомий у Німеччині і давав декілька закордонних концертів, зокрема у Лондоні і Загребі.
З 2003 року Барч і сам гурт співпрацюють із власним звукозаписним лейблом Boundless Records і Wolfzeit-Versand.
У 2008 році репери Favourite та Hollywood Hank використали приспів пісні Bombe для композиції свого альбому Beats for Hip Hop.
З середини 2012 року гурт гастролював у новому складі. Окрім деяких заходів у Німеччині, Sleipnir також виступав у таких країнах, як Італія, Франція та Англія. У липні 2017 року гурт виступив перед приблизно 6 000 правих екстремістів на концерті Rock Against Foreign Infiltration у Темарі, Тюрингія. Федеральне служба захисту конституції Німеччини класифікує гурт як правоекстремістське угруповання.
Гурт став відомим на національному та міжнародному рівнях правої рок-сцени завдяки своїй концертній діяльності. Гурт підтримує контакти з представниками правоекстремістської мережі Blood and Honour, яка заборонена в Німеччині, і з німецькою мережевою структурою неонацистських гуртів Freie Kameradschaften (нім. Вільні товариства).

### Музичний стиль і тексти
Музичний стиль Sleipnir пройшов шлях від балад до більш бадьорої рок-музики з «захоплюючим звуком» і чітко розрізненим вокалом.
На перших етапах лірична складова гурту базувалася переважно на елементах расизму, висвітлюванні соціальних проблем і посилання до націонал-соціалізму. З 2000 року Sleipnir звертаються до скандинавської міфології. Інші повторювані теми — війна, дружба, вірність і праворадикальний рух.

### Приклад тексту
«Im letzten Gefecht um Stalingrad Bist du gefallen, unbekannter Soldat. Wochenlang marschiert durch Schnee und Eis für die Freiheit zu kämpfen um jeden Preis. Viele Kameraden hast du schon verloren, Im Kugelhagel, verhungert oder erfroren.»

«В останній битві під Сталінградом ти загинув, невідомий солдат. Тижнями маршуючи через сніг та лід, боровся за свободу за всяку ціну. Ти вже втратив багатьох товаришів, померлих від куль, голоду чи холоду.»
«Kleines Mädchen ich sehe Tränen in Deinem Gesicht, doch was geschehen ist das erzählst Du nicht. Kleines Mädchen ich sehe die Angst in Deinen Augen, Du schreist um Hilfe doch niemand will Dir glauben.»

«Маленька дівчинко, я бачу сльози на твоєму обличчі, але що сталося не можна нікому розказувати. Маленька дівчинко, я бачу страх в твоїх очах, ти кличеш про допомогу, але тобі ніхто не вірить.»

## Склад
- Марко Барч — спів, електрична гітара, акустична гітара.
- Ян Петер Керстін — спів, гітара електрична, бас-гітара.
- Денніс «Лінзе» Лінзенбарт — бас.
- Андреас Корошетц — ударні.

## Дискографія

### Студійні альбоми
- 1996: Mein bester Kamerad
- 2000: Kriegsverbrechen
- 2000: Das Demo & Bonus
- 2002: Ein Teil von mir
- 2002: Wunderbare Jahre
- 2003: Mein Westfalen
- 2003: Mein Weg
- 2004: Exitus… bis ganz Europa fällt
- 2005: Das Ende
- 2005: Das Demo & Bonus & Kriegsverbrechen
- 2006: Auslese — 15 Jahre zwischen 6 & 12 Saiten Teil 1
- 2008: Ein Teil von mir & Bonus
- 2008: Alles gut für Deutschland?
- 2010: Unverbesserlich
- 2012: Das Resümee
- 2013: Hinter den Kulissen der Macht
- 2014: Schwarz-Rot-Gold
- 2014: Heimkehr
- 2016: Totgesagte leben länger
- 2017: Glaube & Wille

### Спліт-альбоми
- 1999: Das rechte Wort
- 2003: German-Scottish Friendship
- 2005: Tribute to Freikorps
- 2010: Europäischer Traum
- 2010: Egoist/Deutschland stirbt
- 2012: Kampfgefährten
- 2013: Europäischer Traum Teil 2

### Ексклюзивні записи
- 1997: Das Feuer, Siehst du unser Land und Unsere Zeit wird kommen auf Balladen des Nationalen Widerstandes — Teil I
- 1999: Spürt ihr nicht den Wind?, Bomben für den Kosovo und Bruderkrieg auf Der Angriff… beginnt
- 2001: Alter Kamerad auf Balladen des nationalen Widerstandes — Teil II
- 2001: Feindbild auf Vox Europa Vol.2
- 2003: Freiheit auf Balladen des nationalen Widerstandes — Teil III
- 2004: Öffne deine Augen und Schau dich an auf Klänge der Bewegung Vol. 1
- 2005: Deutschland stirbt, For the fallen and the free, Ostpreussen und Wind in den Bäumen auf …for Faith, Folk and Europe (Bandprojekt unter dem Namen Raven)
- 2006: Ich vermisse dich und Keiner von uns auf Balladen des nationalen Widerstandes — Teil V
- 2008: Unsere Schwerter auf Balladen für die Bewegung — Lieder für unsere Heimat
- 2008: Das Boot auf Mit Schild, Schwert und Lied (Indiziert [Liste A])
- 2014: Zug nach Nirgendwo auf Tag der deutschen Zukunft Vol. 1
- 2016: Heimatland auf FreilichFrei — Acoustic Covers

### Живі записи
- 1999: Live in Stavenhagen
- 2007: 14th JULY — Veneto Summer Fest
- 2008: Fest der Völker II
- 2008: Summerfest 2007
- 2009: Fest der Völker III
- 2009: Рок для Німеччини — Gera 2009
- 2010: ISD Memorial Kiev
- 2015: Live 1998/99